# نبرد قلعه نودا . قلعه فوکوشیما
نبرد قلعه نودا. قلعه فوکوشیما (به ژاپنی: 野田城・福島城の戦い) یک نبرد در طول دوره سنگوکو (قرن ۱۶) در استان اوساکا شهر اوساکا منطقه فوکوشیما در ژاپن بود. این نبرد از ۲۶ اوت تا ۲۳ سپتامبر ۱۵۷۰ ادامه داشت.